# Попельня (Черниговская область)
Попельня (укр. Попільня) — село в Сновском районе Черниговской области Украины. Население 140 человек. Занимает площадь 0,8 км². 
Село названо именем реки, которая протекала в этих местах в давние времена.
Код КОАТУУ: 7425888204. Почтовый индекс: 15200. Телефонный код: +380 4654.

## Власть
Орган местного самоуправления — Суничненский сельский совет. Почтовый адрес: 15223, Черниговская обл., Сновский р-н, с. Суничное, ул. Коновалова, 2а.